# Erhard Stenzel
Erhard Stenzel (* 5. Februar 1925 in Freiberg, Sachsen; † 18. November 2021) war ein deutscher Wehrmachtsdeserteur und der letzte lebende deutsche Résistancekämpfer.

## Leben
Stenzel hatte als Achtjähriger mit angesehen, wie sein Vater, ein Metallarbeiter und Kommunist, am 2. Mai 1933 aus der Wohnung abgeholt und blutend auf einen Lastkraftwagen geworfen wurde; er kam wegen seiner gewerkschaftlichen Aktivitäten in Schutzhaft. 1944 wurde der Vater im KZ Buchenwald ermordet. Stenzels Mutter war Textilarbeiterin.
Nach dem Abschluss der Volksschule lernte Erhard Stenzel den Beruf Schriftsetzer. Im letzten Lehrjahr verhaftete ihn die Gestapo und warf ihm Sabotage vor. Trotz dreimonatiger Folter konnte ihm nichts nachgewiesen werden, und er wurde freigelassen. Im Herbst 1942 musste Stenzel mit 17 Jahren seinen Wehrdienst antreten. Nach einem ersten Einsatz in Norwegen wurde er im Dezember 1943 zu den Besatzungstruppen nach Nord-Frankreich abkommandiert. Nachdem er Kontakt zu einem deutschsprachigen französischen Kommunisten gefunden hatte, desertierte Stenzel, indem er während eines Patrouillenganges die beiden anderen Soldaten entwaffnete unter Mitnahme der Waffen. Am 3. Januar 1944 wurde er offiziell in die Résistance und in die Kommunistische Partei Frankreichs aufgenommen und kämpfte nun gegen die Nationalsozialisten. Dabei kam seine Truppe auch nach Oradour-sur-Glane, wo gerade drei Tage vor ihrer Ankunft, am 10. Juni 1944, das Massaker von Oradour stattgefunden hatte. Er sah die Toten, die teilweise noch qualmten.
Stenzel gehörte zu den Befreiern von Paris, Rouen und Le Havre. In Abwesenheit verurteilten ihn die Nationalsozialisten wegen unerlaubter Entfernung aus der Wehrmacht zum Tod. 2002 wurde das Urteil durch das Gesetz zur Aufhebung nationalsozialistischer Unrechtsurteile in der Strafrechtspflege aufgehoben.
Nach der Heimkehr nach Sachsen wurde Stenzel stellvertretender Direktor des Verlags der Sächsischen Zeitung. Seine Tätigkeit für die Sozialistische Einheitspartei Deutschlands (SED) führte ihn danach nach Ost-Berlin, wo er Stellvertreter des Generaldirektors der Zentrag wurde. Weitere Lebensstationen waren Teltow und Petzow.
1978 zog Stenzel aus familiären Gründen nach Falkensee. Nach der friedlichen Revolution in der DDR gehörte er dort der Stadtverordnetenversammlung an und wurde zum stellvertretenden Stadtpräsidenten gewählt. Erhard Stenzel setzte sich für die Bewahrung des Außenlagers Falkensee des KZ Sachsenhausen als authentische Gedenkstätte ein. Zudem ging er oft in Schulen, um den jungen Menschen von seinen Erlebnissen in der Zeit des Nationalsozialismus zu berichten.

## Ehrungen
- Held der französischen Republik[4]
- Medaille des Landtages Brandenburg zur Anerkennung von Verdiensten für das Gemeinwesen[10]
- Ehrenvorsitz der Linkspartei im Kreis Havelland
- Sonderpreis des Bürgerpreises der Stadt Falkensee[11]

## Film
Die Filmemacherin Heide Gauert drehte einen Dokumentarfilm über Erhard Stenzel: „Sie nannten ihn Benjamin – Erhard Stenzel“.